# Дональд Слейтон
Дональд Слейтон (англ. Donald Kent Slayton, 1 березня 1924 року, Спарта, штат Вісконсин, США — 13 липня 1993 року, Ліг-Сіті, штат Техас) — астронавт США, майор ВПС. Учасник ДСВ. У групі астронавтів з 1959 року. Разом з Т. Стаффордом і В. Брандом 15—25 липня 1975 року здійснив політ у космос за програмою ЕПАС на кораблі «Аполлон».

## Ранні роки
У день свого вісімнадцятиріччя, 1 березня 1942 року, Дональд Слейтон поступив на службу у Військово-Повітряні Сили США і почав навчатися льотної справи.
У квітні 1943 року Слейтон отримав звання пілота і був направлений на фронт в Європу. З 1943 по 1944 роки брав участь у бойових діях як пілот бомбардувальника В-25. У середини 1944 року Слейтон повернувся до Америки й продовжив службу пілотом-інструктором. У квітні 1945 року Слейтон знову вирушив на фронт, на острів Окінава, де брав участь у бойових діях проти Японії. Після закінчення Другої світової війни Слейтон продовжив службу як пілот-інструктор.

## Після війни
У 1946 році Слейтон покинув військову службу і вступив до Міннесотського університету (University of Minnesota). У 1949 році Слейтон здобув ступінь бакалавра в аеронавтики й був прийнятий на роботу в корпорацію «Боїнг» в Сіетлі.
У 1951 році Дональд Слейтон вступив на службу в повітряні сили Національної гвардії штату Міннесота. Деякий час Слейтон проходив службу в Німеччині, в місті Бітбург (Bitburg).
15 травня 1955 року Слейтон одружився з Мерджорі Лані (Marjorie Lunney).
У червні 1955 року Слейтон повернувся до США і почав службу на Військово-повітряній базі Едвардс у Каліфорнії. З січня 1956 року по квітень 1959 року Слейтон служив як льотчик-випробувач.

## «Меркурій»
9 квітня 1959 року Дональд Слейтон був включений в першу сімку астронавтів США.
Спочатку Слейтон мав здійснити четвертий суборбітальний політ на кораблі «Меркурій-Редстоун-6». Цей політ планувався на осінь 1961 року. Однак після двох успішних орбітальних польотів радянських космонавтів, Юрія Гагаріна в квітні 1961 року і Германа Титова в серпні 1961 року, кількість планованих суборбітальних польотів було скорочено до трьох, а Слейтон мав здійснити перший американський орбітальний космічний політ. Після двох успішних американських суборбітальних польотів, які здійснили Алан Шепард і Вірджіл Гріссом, керівництво НАСА відмовилося і від третього суборбітального польоту, який мав здійснити Джон Гленн. 29 листопада 1961 Джон Гленн був призначений пілотом для першого американського орбітального польоту на кораблі «Меркурій-Атлас-6» (МА-6), а Слейтон — пілотом для другого орбітального польоту на кораблі «Меркурій-Атлас-7» (МА-7). Політ МА-6 повинен був відбутися в грудні 1961 року, а політ МА-7 — у квітні 1962 року.
15 березня 1962 Слейтон був відсторонений від космічних польотів через проблеми з серцем. 24 травня 1962 року замість Слейтон на кораблі «Меркурій-Атлас-7» в космос вирушив Скотт Карпентер.
Дональд Слейтон залишився єдиним астронавтом з першої сімки, який не здійснив в той час космічний політ.
Слейтон залишився в НАСА і виконував адміністративну роботу. Він був керівником бюро астронавтів для проєктів «Меркурій», «Джеміні» і «Аполлон». У 1963 році Слейтон звільнився з Військово-повітряних сил США, але залишився в НАСА на посаді заступника директора НАСА з підготовки екіпажів. Слейтон був відповідальним за підбір екіпажів. Він вибирав астронавтів, які повинні були вирушати в черговий космічний політ, і астронавтів, які повинні були висаджуватися на Місяці.

## «Союз-Аполлон»
Після всебічного медичного обстеження, в березня 1972 року Дональд Слейтон був знову допущений до космічних польотів.
9 лютого 1973 Дональд Слейтон, разом з Томасом Стаффордом і Венсом Брандом, був призначений в екіпаж корабля «Аполлон» для спільного радянсько-американського космічного проєкту «Союз—Аполлон» (ЕПАС). Пішла дворічна підготовка до польоту. У цей час Слейтон кілька разів бував у Радянському Союзі і вивчав російську мову.
Політ корабля «Аполлон» за програмою ЕПАС відбувся з 15 по 24 липня 1975 року. Слейтону був 51 рік, і на той момент він став найстаршим астронавтом (в 1983 році його перевершив Вільям Торнтон).
Під час польоту корабель «Аполлон» зістикувався з радянським кораблем «Союз-19». На орбіті зустрілися американські астронавти: Томас Стаффорд, Дональд Слейтон і Венс Бранд і радянські космонавти: Олексій Леонов і Валерій Кубасов. Кораблі «Аполлон» і «Союз-19» перебували 44 години в зістикованому стані. Корабель «Аполлон» приводнився в Тихому океані, поблизу Гавайських островів. Тривалість польоту корабля «Аполлон» склала 217 годин і 28 хвилин. Це був перший спільний радянсько-американський проєкт в космосі.
З першої сімки американських астронавтів Дональд Слейтон пізніше всіх здійснив свій перший космічний політ: він готувався до нього понад 16 років.

## Спейс Шаттл
З грудня 1975 року Дональд Слейтон керував випробуваннями створюваного в США космічного корабля багаторазового використання. Випробування проводилися на шатлі «Ентерпрайз» в Каліфорнії.
З листопада 1977 року по лютий 1982 року Слейтон був менеджером з планування та підготовці польотів шатлів.

## Після НАСА
У 1982 році Слейтон покинув НАСА. Він став президентом приватної фірми Space Services Inc., яка займалася конструюванням ракет для малих корисних вантажів.
Дональд Слейтон помер 13 червня 1993 року в віці 69 років від пухлини головного мозку.